# Župna crkva bl. Augustina Kažotića u Zagrebu
Župna crkva bl. Augustina Kažotića katolička je crkva na Pešćenici u Zagrebu građena od 1998. do 2008. godine. Crkvu je u rujnu 2011. posvetio zagrebački nadbiskup kardinal Josip Bozanić.

## Povijest i arhitektura
Crkvu je projektirao arhitekt Boris Magaš 1997. godine. Nalazi se u stambenom predjelu naselja, na križanju dviju prometnica – Ivanićgradske i Ulice grada Vukovara. Crkva je orjentirana prema križanju. Širi urbanistički kontekst određen je višestambenim građevinama velike i srednje katnosti. Pred crkvom je stvoren prostor trga orijentiran prema križanju. Trg je jakog javnoga karaktera, a definiraju ga volumen crkve, volumen župnog dvora, te vertikala zvonika koja naznačuje prostornu granicu.
Crkva ima longitudinalni tlocrt koji je u blagom padu prema prezbiteriju. Različitim graduiranjem svjetlosti stvorena je hijerarhija liturgijskih mjesta koju dodatno naglašava različita visina na koju su pozicionirani liturgijski elementi. Oltar se nalazi na najvišoj razini. Na nižoj razini lijevo od oltara nalazi se ambon. U desnoj je kapeli svetohranište, a u lijevoj je predviđena krstionica.
Nakon smrti arhitekta Magaša, prema njegovoj je želji dovršetak uređenja unutrašnjosti crkve povjerena arhitektu Nenadu Fabijaniću. Arhitekt Fabijanić u Magaševom duhu oblikuje ispovjedaonice, obloge zidova i postamente za skulpture.

## Galerija
- Interijer crkve, svod
- Pogled s ulaza
- Unutrašnjost crkve
- Pogled na crkvu i zvonik s trga ispred crkve
- Pogled na crkvu, zvonik i trg iz Vukovarske ulice